# Lobelia canbyi
Lobelia canbyi är en klockväxtart som beskrevs av Asa Gray. Lobelia canbyi ingår i släktet lobelior, och familjen klockväxter. Inga underarter finns listade i Catalogue of Life.